# Psyllaephagus zameis
Psyllaephagus zameis är en stekelart som först beskrevs av Walker 1839.  Psyllaephagus zameis ingår i släktet Psyllaephagus och familjen sköldlussteklar. Inga underarter finns listade i Catalogue of Life.